# 全員玉碎！
《全員玉碎！》是由日本漫畫家水木茂所創作的戰爭漫畫，這部作品根據水木在第二次世界大戰期間作為士兵參加新幾內亞戰役的真實經歷改編而成。描繪了他在步兵部隊中服役的最後幾週，士兵們在命令下為國家犧牲，以免帶來生存的羞辱。
這部漫畫最初於1973年在講談社雜誌《週刊現代》上發表，後來被改編成書籍，並於2011年由繪製和季度公司於西方市場翻譯出版。《全員玉碎！》一書在英語評論界廣受好評，並在法國和美國贏得了多個獎項。此外，該劇曾於2007年由NHK改編成同名電視劇。

## 概要

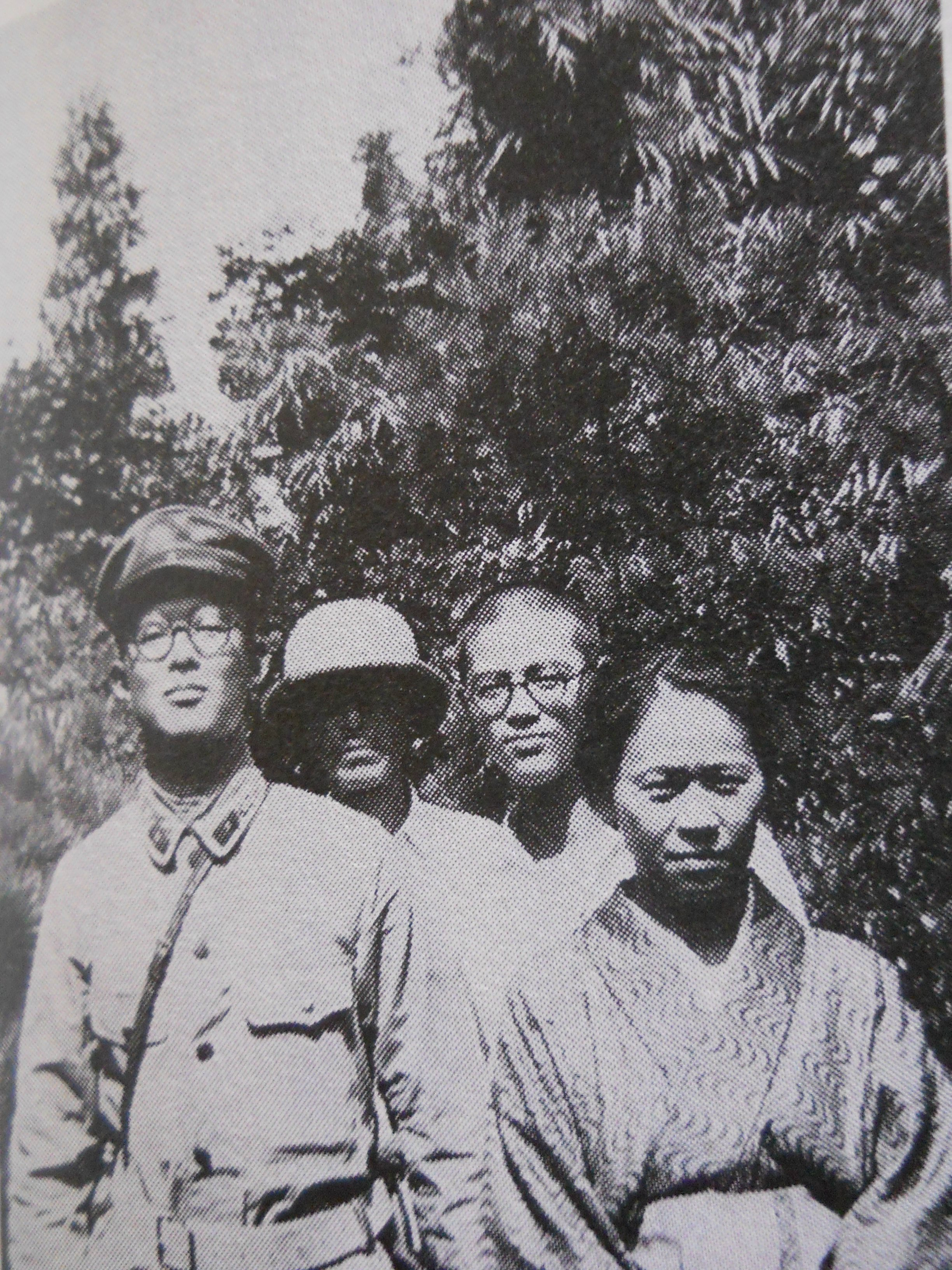
鳥取聯隊（二等兵）時代的水木茂與其家人的合影，攝於1945年以前。

水木茂是一位日本漫畫家，以擅長繪製妖怪主題漫畫而聞名，其最知名的作品包括《鬼太郎》系列及《靈幻小子》系列。自小，水木就喜歡聽當地的一位婦人講述關於妖怪歷史的故事。然而自1942年，21歲的水木茂收到徵召令，編入籍貫所在地鳥取縣的大日本帝國陸軍步兵第40聯隊的留守部隊，被派往巴布亞新幾內亞的新不列顛島拉包爾港。這次調動將他編入38師團下屬的步兵第229聯隊。在戰爭期間，他目睹了許多戰友的死亡，所屬支隊的主官決定採取「玉碎突擊」的作戰，水木在此期間受到了敵機空襲的波及，導致他失去左臂。
基於這些經歷，他自戰後作為漫畫家出道後仍然專注於自己的戰爭經歷，並斷斷續續地推出戰爭編年史作品。1971年，他與戰友、前中士宮一郎26年來首次訪問新不列顛島，寫下陣亡戰友的願望促使他寫下了這部作品。他將自己虛構為一名士兵「丸山」，通過將漫畫與照片結合以講述這段戰爭經歷。

## 故事

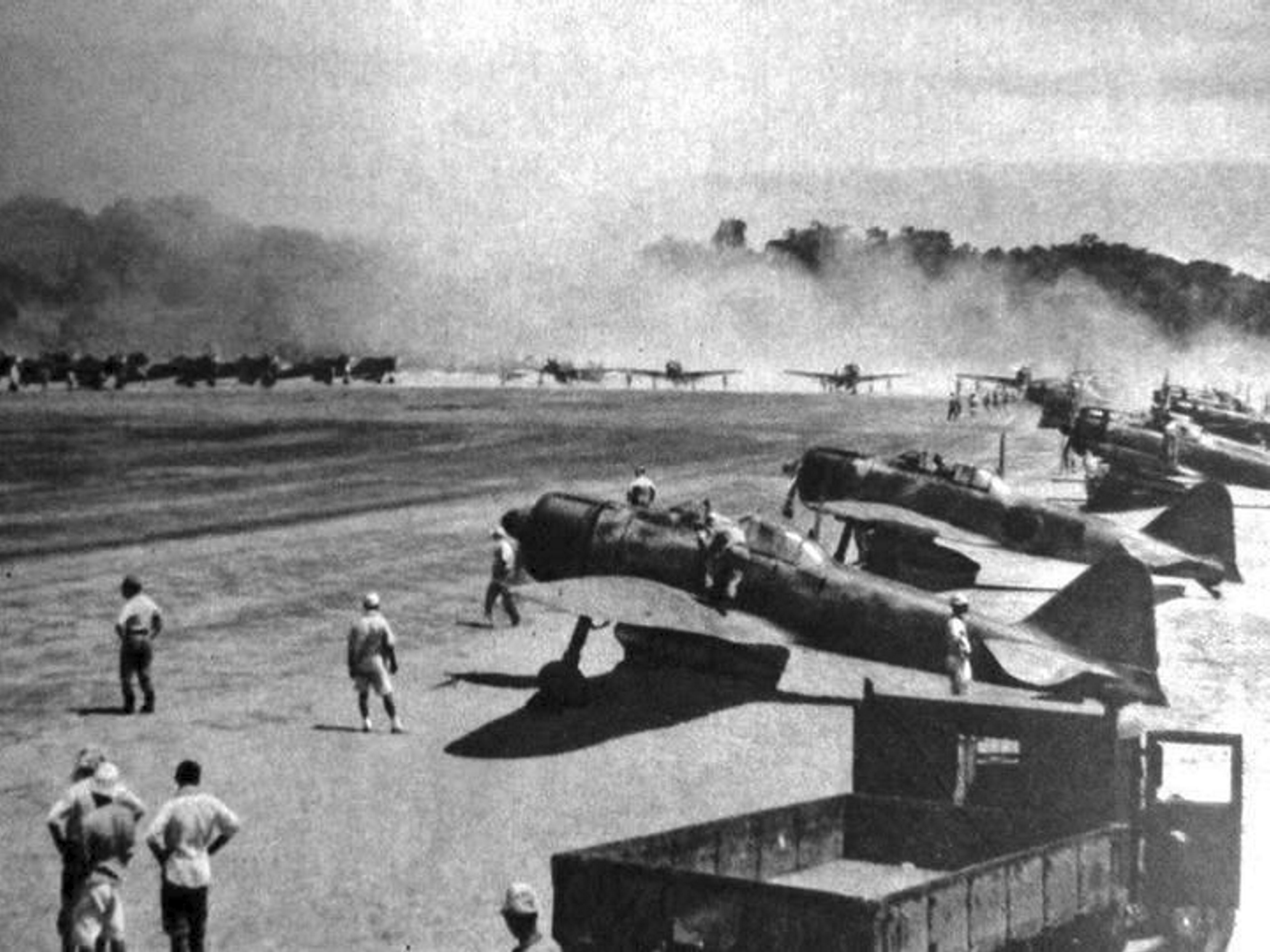
新不列顛島的拉包爾港在二戰期間作為日本佔領空軍基地的所在地，因此被盟軍稱為「拉包爾要塞」。這也是整部作品的主要核心場景。

昭和18年（西元1943年）底，丸山二等兵從戰友赤崎口中得知，下一站前往的地方被形容為「像天堂一樣的地方」。他們前往慰安所，但因為有幾十個士兵排隊，未能達成目標，只好唱著「女郎之歌」返回。隨後，在年輕的田所少佐的帶領下，與500名士兵一起在拜恩無血登陸。
在拜恩，丸山經常受到老兵和上級的欺負，有時受到善待，勉強在那裡渡過了時間。但那裡並不是「像天堂一樣的地方」，而是「前往天堂的地方」。除了在敵人的攻擊中陣亡外，還有在構築陣地時發生事故而死亡的人，因傳染病而死亡的人，被鱷魚吃掉而死亡的人，被手榴彈炸死的人，以及吞下捕獲的魚而窒息而死的人……
不久，盟軍在附近的瓦朗哥埃河口登陸，建立橋頭堡開始進攻。面對逐漸包圍的敵人，田所拒絕了中隊長的建議，「應該躲在高地進行持久戰，而是採取了玉碎突擊作戰。」結果，田所陣亡，倖存者撤退到聖喬治岬，但受傷的中隊長在途中自殺。
就在這時，拉包爾司令部收到了拜恩支隊玉碎的電報，他們已經被認為全部陣亡。然而，從聖喬治岬警備隊那裡得知，拜恩支隊仍有數十名生還者。但這次的「敵前逃亡」卻被視為「拉包爾全軍的恥辱」，為了處理事件，木戶參謀被派往聖喬治岬。在木戶出發的前夜，拜恩的生還軍醫訪問拉包爾，乞求保護部下的性命，但談判破裂，軍醫自決抗議。
帶著軍醫的遺骨來到聖喬治岬的木戶對拜恩支隊的士兵進行了審問，結果，山岸和北崎兩位小隊長為此次事件負責而自殺，剩下的81人決定再次突入。
昭和20年（西元1945年）6月，敵方強大部隊在聖喬治岬登陸，拜恩支隊仍的生還者再次進行了切入。就在突擊前，木戶準備退走，但卻被流彈擊中而陣亡。然後，丸山等人唱著「女郎之歌」發起了切入，最終全部壯烈犧牲。
守衛著旁邊陣地的團長在聽到這個玉碎後，後來問道：「為什麼要這樣，那個地方不必守護吧？」。

## 發行
《全員玉碎！》首次發表於1973年8月號的《週刊現代》雜誌。同年，講談社以《戦闘情事・岬哀歌》為副標題，以單行本形式發行該作品。1985年7月，ほるぷ出版發行這部作品，1995年6月15日，講談社重新發行。宙出版於2007年8月9日發行了漫畫《全員玉碎！：水木茂戰記選集》，並於2010年7月30日發行了《水木茂的戰記選集》。該作品於2007年8月11日和2008年8月16日由集英社以便利商店漫畫形式發行。
在2010年圣地亚哥国际漫画展上，漫畫出版商繪製和季度宣布已獲得該漫畫的出版權並將在北美發行。該公司於2011年5月發行了該漫畫；這是水木茂的第一部英文出版的漫畫。Drawn & Quarterly出版的《全員玉碎！》版本共368頁，並由漫畫評論家傅萊德里·修特撰寫序言，以及一篇關於水木茂的訪談。該出版社選擇這部作品，因為他們認為它是對水木茂作品的「極好介紹」，因為「讀者對它有一定程度的了解並因此能夠產生共鳴」。

## 評論
《全員玉碎！》自出版後則廣受好評，該作品榮獲2009年安古蘭國際漫畫節遺產獎和2012年艾斯納獎最佳亞洲作品獎，以及同年哈維獎最佳美國版外國資料獎提名。
根據About.com的編輯德布·青木在2011年在18位評論家的最佳漫畫/圖像小說清單中，《全員玉碎！》被認為是2011年最佳的新漫畫。青木表示，這部漫畫「充滿細節，充滿了悲劇、幽默和恐怖」。Paste的加勒特·馬丁（Garrett Martin）寫道，《全員玉碎！》的「真實描述了被困在可怕情況中的普通人」，使它「極其真實」。MTV Geek的布里吉德·阿爾弗森（Brigid Alverson）表示：「這不是一個容易閱讀的故事，但它的歷史重要性和對未來的教訓是不可否認的」。
影音俱樂部的諾埃爾·莫瑞（Noel Murray）認為：「這部漫畫的藝術作品是詳細的、時而美麗的插圖，描繪了小太平洋島嶼，不過角色描繪得不太精緻」。Comixology的凱倫·格林（Karen Green）寫道：「這個故事如此人性化，它的訊息如此強大，這是一本很好的書，可以消除美國人對日本軍隊的先入為主，這些先入為主通常是好萊塢所宣傳的。」此外，《圖書館雜誌》、全国公共广播电台的丹·科伊斯（Dan Kois）和格倫·韋爾登（Glen Weldon） 、漫画书资源网、 Manga Worth Reading 的艾德·塞茲摩爾（Ed Sizemore）和《出版者周刊》都將它列入了2011年最佳漫畫書清單。此外，2014年，《滾石》的喬·格羅斯（Joe Gross）將其列為有史以來第46位“最佳非超級英雄圖像小說。
大衛·緬因（David Maine）為PopMatters寫道，「這裡很少有東西可批評。也許一些過渡有點突兀，（可能）一些角色塑造也可以更鮮明。」同樣，《漫畫雜誌》的肖恩·邁克爾·羅賓遜（Sean Michael Robinson）表示：《全員玉碎！》因其主題「以及它的許多優點和長處，是一本很難批評的漫畫」。但羅賓遜認為「鬆散的角色塑造，並且其風格『存在問題』」。《The Comics Reporter》的湯姆·司布真（Tom Spurgeon）在撰寫時表示，他很難追蹤到書中哪些士兵是哪些。

## 電視劇
改編電視劇於NHK綜合頻道的NHK特集時段於2007年8月12日21:00至22:30首播。講述成功的漫畫家水木茂回憶起戰時，同時描繪了《全員玉碎！》的故事。正如劇名《鬼太郎所見…》所示，從水木的漫畫中走出來的鬼太郎、眼珠老爹和老鼠男在故事中間偶爾作為旁白角色出現。
2008年7月16日，Pony Canyon發行了本劇的DVD版本。文化廳授予該劇全國藝術節電視劇優秀獎。此外，本劇還榮獲了日本放送批評懇談會頒發的第45屆銀河賞電視節目優秀獎。在第34屆放送文化基金賞上，《鬼太郎眼中的玉碎～水木茂的戰爭～》獲得了最佳電視劇獎、最佳男主角獎（香川照之）和最佳製作獎（柳川強）。

### 演員
- 水木茂 / 丸山二等兵：香川照之
- 布枝（水木茂的妻子）：田畑智子
- 本田軍曹：塩見三省（日语：塩見三省）
- 石山軍醫中尉：嶋田久作（日语：嶋田久作）
- 木戸參謀：榎木孝明（日语：榎木孝明）
- 赤崎二等兵：北村有起哉（日语：北村有起哉）
- 中隊長：石橋蓮司
- 加山二等兵：神戸浩（日语：神戸浩）
- 境田二等兵：建蔵（日语：建蔵）
- 小川一等兵：荒谷清水（日语：荒谷清水）
- 山岸中尉：福井博章（日语：福井博章）
- 北崎少尉：安田暁（日语：安田暁）
- 筆岡：藤間宇宙（日语：藤間宇宙）
- 通信班長：山本龍二
- 水本少尉：宮内敦士
- 參謀長：壌晴彦（日语：壌晴彦）
- 兵團長：瑳川哲朗（日语：瑳川哲朗）
- 田所少佐（支隊長）：木村彰吾（日语：木村彰吾）
- 旅館老板娘：絵沢萠子（日语：絵沢萠子）
- 大森安子：今村雅美（日语：今村雅美）
- 小林貴子：高田聖子（日语：高田聖子）
- 水木尚子（水木茂的長女）：小野向日葵（日语：小野ひまわり）
- 水木悅子（水木茂的次女）：永田優衣
- 吉岡：伊澤勉（日语：伊沢勉）
- 美加：鈴木恵理
- 川口：越智貴宏
- 鬼太郎（聲音）：野澤雅子
- 眼珠老爹（聲音）：田野中勇
- 老鼠男（聲音）：大塚周夫

### 製作人員
- 作：西岡琢也（日语：西岡琢也）
- 音樂：大友良英
- 解說：石澤典夫（日语：石澤典夫）
- 軍事考證：寺田近雄
- 風俗考證：天野隆子
- 歌謠考證：小野恭靖
- 出雲方言指導：藤井京子
- 動畫製作：稲葉卓也、西井育生、松本絵美
- 製作統籌：家喜正男
- 美術：鈴木利明
- 攝影：毛利康裕
- 導演：柳川強
- 製作：NHK名古屋放送局

## 另見
NHK製作的特別戰末劇：
- 堅韌的判決（日语：気骨の判決）
- 15歲志願兵（日语：15歳の志願兵）
- 珍珠港的歸來（日语：真珠湾からの帰還）

### 來源
1. ↑  Cha |, Kai-Ming. . PublishersWeekly.com.   [2024-02-10]. （原始内容存档于2022-05-22） （英语）.
2. ↑  June 29, Sean Michael Robinson |; 2011. . The Comics Journal.   [2024-02-10]. （原始内容存档于2024-05-31） （美国英语）.
3. ↑  . www.comicsreporter.com.   [2024-02-10]. （原始内容存档于2022-01-24）.
4. ↑  齋主子迂. . 子迂的蠹酸齋. 2023-05-06  [2024-02-10] （英语）.
5. ↑  . vocus.cc. 2021-04-25  [2024-02-10] （中文（繁體））.
6. ↑  . 角川文庫. 2010: 98~99頁. ISBN 978-4-04-192928-5.
7. ↑  . 国立国会図書館サーチ（NDLサーチ）.   [2024-02-10] （日语）.
8. ↑  . 国立国会図書館サーチ（NDLサーチ）.   [2024-02-10] （日语）.
9. ↑  水木, しげる. . ほるぷ出版. 1985  [2024-02-10]. （原始内容存档于2018-01-05） （日语）.
10. ↑  . web.archive.org. 2018-01-04  [2024-02-10]. （原始内容存档于2018-01-04）.
11. ↑  . KAWADE夢ムック. 河出書房新社. 2016: 117–118. ISBN 978-4-309-97888-8.
12. ↑  . Anime News Network. 2024-02-10  [2024-02-10]. （原始内容存档于2023-06-06） （英语）.
13. ↑  . Anime News Network. 2024-02-10  [2024-02-10]. （原始内容存档于2023-01-31） （英语）.
14. ↑  . Anime News Network. 2024-02-10  [2024-02-10]. （原始内容存档于2023-09-29） （英语）.
15. ↑  . web.archive.org. 2014-07-10  [2024-02-10]. （原始内容存档于2014-07-10）.
16. ↑  . web.archive.org. 2014-12-23  [2024-02-10]. 原始内容存档于2014-12-23.
17. ↑  . web.archive.org. 2015-01-01  [2024-02-10]. 原始内容存档于2015-01-01.
18. ↑  . The A.V. Club. 2011-12-29  [2024-02-10]. （原始内容存档于2023-06-08） （英语）.
19. ↑  Cornog, Martha; Raiteri, Steve. . Library Journal. Media Source Inc. December 1, 2011  [July 18, 2014]. （原始内容存档于December 28, 2014）.
20. ↑  Kois, Dan. . NPR. December 21, 2011  [July 18, 2014]. （原始内容存档于January 7, 2015）.
21. ↑  World |, the editors of PW Comics. . PublishersWeekly.com.   [2024-02-10]. （原始内容存档于2024-01-16） （英语）.
22. ↑  Gross, Joe. . Rolling Stone. 2019-11-16  [2024-02-10]. （原始内容存档于2023-01-05） （美国英语）.
23. ↑  . PopMatters. 2011-06-13  [2024-02-10]. （原始内容存档于2022-08-17） （美国英语）.
24. ↑  . www.comicsreporter.com.   [2024-02-10]. （原始内容存档于2024-05-20）.
25. ↑  . NHK.   [July 18, 2014]. （原始内容存档于August 21, 2007） （Japanese）.
26. ↑  . NHK.   [July 18, 2014]. （原始内容存档于December 7, 2008） （Japanese）.
27. ↑   (PDF). NHK. December 21, 2007  [July 18, 2014]. （原始内容 (PDF)存档于July 24, 2014） （Japanese）.
28. ↑  . Hōsō Hihyō Kondankai. Japan Council for Better Radio and Television.   [July 18, 2014]. （原始内容存档于October 27, 2015） （Japanese）.
29. ↑  . Hoso Bunka Foundation.   [July 18, 2014]. （原始内容存档于July 25, 2014） （Japanese）.

### 書籍
- 水木しげる. . 講談社文庫（日语：講談社文庫）. 講談社. 1995-06-07. ISBN 978-4-0618-5993-7.
- 水木しげる. . 歴史コミック. 宙出版（日语：宙出版）. 2007-08-01. ISBN 978-4-7767-9380-9.
- 足立倫行（日语：足立倫行）. . 新潮文庫. 新潮社. 2010-03-29. ISBN 978-4-10-102216-1.
- 水木しげる; 吳智英（日语：呉智英）; 梅原猛. . とんぼの本（日语：とんぼの本）. 新潮社. 2015-07-31. ISBN 978-4-10-602261-6.

## 外部連結
- NHKスペシャル 鬼太郎が見た玉砕 〜水木しげるの戦争〜 - NHK放送史（日本放送协会）（日語）

- NHKスペシャル 鬼太郎が見た玉砕 〜水木しげるの戦争〜，存档于（存檔日期 2015-11-20）